# Franciszek Florentczyk

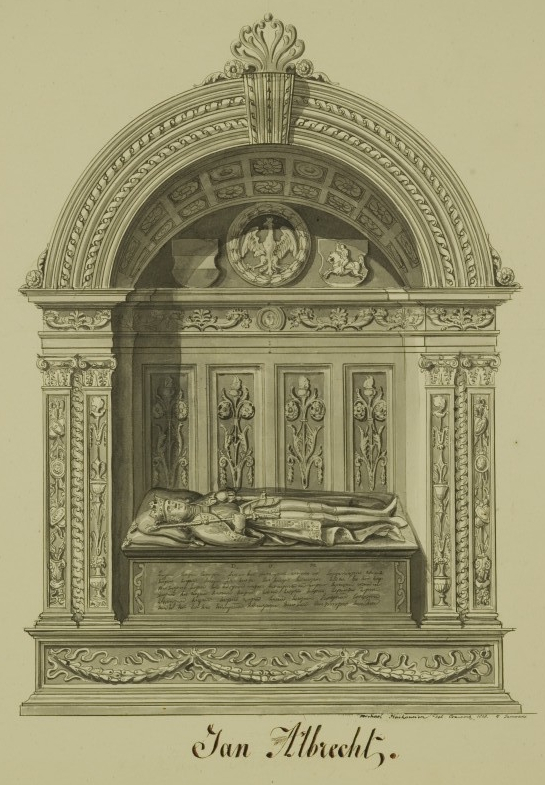
Nagrobek Jana Olbrachta

Franciszek zwany Florentczykiem, Francesco Fiorentino (ur. ?, zm. 16 października 1516 w Krakowie) – renesansowy architekt, pochodzący z Florencji.

## Życiorys
Włoski architekt i rzeźbiarz, przybył do Polski w 1501. Na zamówienie królowej Elżbiety Rakuszanki oraz jej syna, Zygmunta Starego (od 1506 króla Polski), w latach 1502–1505 wykonał płaskorzeźbioną niszę nagrobną króla Jana Olbrachta do katedry na Wawelu – pierwsze w Polsce dzieło renesansowe (Florentczyk nie wykonał natomiast gotycyzującej płyty z postacią króla, wyrzeźbionej z czerwonego marmuru, którą przypisuje się pomocnikowi Wita Stwosza, Jörgowi Huberowi, lub Stanisławowi Stwoszowi).
Na polecenie króla Zygmunta Starego w latach 1507–1516 kierował przebudową Zamku Wawelskiego, zniszczonego po pożarze z 1499. Wykonał wówczas dekorację rzeźbiarską nowo wzniesionego zachodniego skrzydła zamkowego. Był pierwszym renesansowym artystą włoskim działającym w Polsce.